# Qiyu Zhou
Qiyu Zhou (chiń. 周齐宇; pinyin Zhōu Qíyǔ; znana również jako akaNemsko, ur. 6 stycznia 2000 w Jingzhou) – kanadyjsko-fińska szachistka pochodzenia chińskiego, arcymistrzyni oraz zdobywczyni tytułu Mistrz FIDE, streamerka, osobowość internetowa.

## Dzieciństwo oraz początki kariery szachowej
Zhou urodziła się 6 stycznia 2000 roku. Przyszła na świat w rodzinie chińskich naukowców, w miejscowości Jingzhou. Jej matka jest doktorem anglistyki, natomiast ojciec prowadzi badania z dziedziny inżynierii komputerowej. W wieku 3 lat, za sprawą pracy ojca, rodzina Zhou wyemigrowała do Francji, gdzie ojciec pracował we Francuskim Ośrodku na rzecz Badań Komputerowych i Automatyzacji, znajdującym się w Antibes. Wówczas tam miała miejsce jej pierwsza styczność z szachami. Jako 3–4 letnie dziecko wykazywała zdolność do pokonywania 10-letnich graczy.
W wieku 4 lat, po krótkotrwałym pobycie we Francji, rodzina Zhou, również z powodu pracy naukowej, zmieniła kraj zamieszkania. Przeprowadzili się do Finlandii, gdzie jej rodzice pracowali jako adiunkci na Uniwersytecie w Oulu. Młoda Qiyu dołączyła tam do miejscowego klubu szachowego, gdzie trenował ją Jouni Tolonen. W ciągu następnego roku została najmłodszą mistrzynią dziecięcą Finlandii w historii kraju. Wygrała zawody szachowe dla dzieci poniżej 10. roku życia, mając zaledwie 5 lat. Jej zwycięstwo odbiło się szerokim echem w fińskich mediach do tego stopnia, że fakt o wygranej Zhou został zamieszczony w ogólnokrajowym podręczniku dla uczniów szkół podstawowych. Qiyu obroniła tytuł fińskiego mistrza szachów w kategorii dzieci do lat dziesięciu, wygrywając ponownie w zawodach przez 4 lata z rzędu, w okresie 2007–2010. W 2010 roku, wygrała fińskie mistrzostwa szachowe kobiet, w wieku 10 lat.
W wyniku dotychczasowych sukcesów Zhou została zakwalifikowana do międzynarodowych mistrzostw świata młodzieży w szachach.
W trakcie zawodów miała okazję mierzyć się z Hou Yifan, przez długi czas uważaną za najlepszą młodzieżową szachistkę świata.
W wieku około 11 lat wraz z rodzicami przeprowadziła się do Ottawy w Kanadzie, w wyniku czego zmieniła swoje zrzeszenie z fińskiej federacji szachowej na kanadyjską, co miało miejsce w 2011 roku.

## Dalsza kariera szachowa
Po wzięciu udziału w szachowych mistrzostwach świata młodzieży 2010 roku Zhou zyskała swój pierwszy ranking szachowy w FIDE, zaczynając na poziomie 1710 punktów. Pod koniec 2014 roku jej ranking sięgnął 2157 punktów. W tym czasie Zhou miała okazję wziąć udział w światowych zawodach szachowych dziewcząt poniżej 14 roku życia, które miały miejsce w 2014 roku. W trakcie tych zawodów wygrała złoty medal, mierząc się między innymi z Oliwią Kiołbasą.
Na mistrzostwach szachowych młodzieży Ameryki Północnej w Toluca (w kategorii wiekowej do lat 18) Qiyu otrzymała tytuł Mistrzyni Międzynarodowej (ang. Woman International Master).
W 2016 roku uhonorowano ją tytułem Mistrza FIDE oraz poddano ją kwalifikacji do ewentualnego uzyskania tytułu arcymistrzyni (ang. skrót WGM), co miało miejsce rok później. Tym sposobem Zhou została pierwszą kobietą w historii Kanady uhonorowaną którymś z tych dwóch tytułów. W marcu 2016 roku, na mistrzostwach w Sztokholmie, pokonała łotewskiego szachistę Tomsa Kantansa, który posiadał wówczas tytuł mistrza międzynarodowego oraz ranking FIDE 2496, co czyniło go najwyżej notowanym zawodnikiem, jakiego Qiyu kiedykolwiek pokonała. We wrześniu 2016 osiągnęła swój najwyższy ranking w karierze – 2367.
Rozwój kariery Zhou zapewnił jej miejsce wśród stu najwyżej pozycjonowanych kobiet i dziewcząt do lat 21 w rankingu FIDE.
W 2017 roku wygrała Mistrzostwa Kanady Kobiet w szachach klasycznych.

## Życie prywatne
Qiyu Zhou, z racji mieszkania w wielu krajach, potrafi mówić w wielu różnych językach. Deklaruje, że potrafi płynnie posługiwać się: angielskim, mandaryńskim, fińskim, francuskim. Poza graniem w szachy, pasjonuje się badmintonem i koszykówką, choć nie uprawia ich zawodowo.

### Kariera streamerska
W 2020 roku Zhou zaczęła streamować w serwisie Twitch, pod pseudonimem akaNemsko (pseudonim ten pochodzi od słowa Neemo, ponieważ tak w dzieciństwie była nazywana przez rodziców w nawiązaniu, do tytułowego bohatera filmu Gdzie jest Nemo?). Nemsko, która zdołała wypromować swoją osobę przez wcześniejsze występowanie na różnych, szachowych kanałach streamerskich, zdołała sobie przysporzyć znacznej popularności w internecie. W trakcie swoich transmisji w znaczny sposób przyczyniła się do promocji szachów w przestrzeni internetowej. Oprócz szachów, Zhou na swoich streamach gra również w inne gry, najczęściej League of Legends. Z uwagi na zdobytą popularność Nemsko zyskała różne oferty współpracy. Jest jedną z autorek samouczków do gry w szachy na platformie ChessBase. Współpracuje również z drużyną esportową Counter Logic Gaming, która umożliwiła jej udział w profesjonalnych rozgrywkach w League of Legends. Jest to jej drugi przedmiot kariery sportowej, gdyż w dalszym ciągu poświęca się głównie szachom.
Qiyu studiuje ekonomię i statystykę oraz matematykę jako drugi kierunek. Jednak, w celu głębszego poświęcenia się streamowaniu, w styczniu 2021 roku wzięła urlop dziekański.